# Alalakh
Alalakh (hettitiska: Alalah) var en stadsstat i Amikfloddalen i nuvarande Turkiet. Det är oklart hur länge området varit bosatt men stadens första palats byggdes på sent 2000-tal f.Kr. Alalakh förstördes sannolikt på 1100-talet f.Kr. och övergavs i och med detta. Idag ligger staden Antakaya nära platsen för den forna staden. 

## Historia
Alalakh grundades av amoriter under mellersta bronsåldern på 2000-talet f.Kr. och stadens palats byggdes på slutet av det millenniet.  

### Mellersta bronsåldern
Första gången Alalakh omnämns i skriftkällor var på 1700-talet f.Kr. i skrifter från stadsstaten Mari. Alalakh nämns då som Alakhtum och beskrivs vara en del av det yamhadiska riket. Enligt skrifterna säljer Kung Sumu-Epuh av Yamhad Alalakh till sin svärson Zimri-Lim som är kung av Mari på villkor att Sumu-Epuh fortfarande är överherre av staden. När Mari föll 1765 f.Kr. verkar Alalakh ha återgått till Yamhads ägo. Under Abba-Els tid som kung av Yamhad (cirka 1750-1720 f.Kr.) överlåter Abba-El staden till sin bror Yarim-Lim som ersättning för staden Irridu som gjort uppror mot honom och därmed bränts ned. Yarim-Lim grundade sin egen dynasti i Alalakh som kom att styras av hans ättlingar som vasallkungar till Yamhad. Dynastin varade till 1500-talet f.Kr. enligt korta kronologin och efter det förstördes Alalakh, sannolikt av Hettiternas konung Hattusili I under andra året av hans invasion av Syrien. 

### Sen bronsålder
Efter mindre än ett århundrade från hettiternas plundring börjar Alalakh omnämnas i skriftkällor än en gång. Staden verkar nu ha blivit en självständig stadsstat styrd av en lokal dynasti. Det vi vet om dynastins början kommer från en inskrift på en staty som berättar om hur Alalakh övertogs. I skriften följer läsaren Idrimi (cirka 1460-1400 f.Kr.) som var son till kungen av Yamhad. Idrimi verkar ha flytt från sitt hem till Emar där han blev vasallkung till den hurritiske konungen Barattarna. Efter en tid i Emar lämnar Idrimi staden och ansluter sig till "Hapiru folken" i "Ammija i Kanaans land". Hapiru var inte en etnisk folkgrupp utan snarare ett uttryck som användes för att beskriva en låg social klass som ofta levde i utkanten av det etablerade samhället. Hapiru användes under 1000-talet f.Kr. i Mellanöstern för att beskriva rebeller, laglösa, plundrare, legoknektar och bågskyttar men kunde även användas för att beskriva slavar, tjänare och arbetare. 
Enligt texten så erkänner Hapiru-folken Idrimi som "son till deras överherre" och de "samlades kring honom". Efter att ha levt med Hapiru i sju år tar Idrimi med sig sin här av Hapirukrigare och anfaller Alalakh från havet. Alalakh erövras och Idrimi krönts till kung av staden. 
Att notera är att statyn som innehåller texten hittades i ett jordlager som uppstått flera århundraden efter att de händelser texten beskriver skall ha ägt rum. Detta har lett till debatt gällande huruvida texten är historisk eller enbart en sägen. Lertavlor visar dock på att Idrimis son Niqmepuh verkar ha levt samtidigt som kung Shaushtatar av Mittani-kungadömet vilket i sådant fall innebär att Idrimi borde ha levt samtidigt som Barattarna som var Shaushtatars föregångare vilket ger texten viss historisk bekräftelse. Den ekonomiska och politiska situationen i Alalakh under Niqmepuh och senare Ilim-ilimmas tid är väl nedtecknad i skrifter men dessa skrifter nämner knappt Idrimi. 
På 1300-talet f.Kr. besegrade Hettiernas konung Suppiluliuma I Mitannierna under kung Tushratta och Hettiterna tog därmed åter kontroll över norra Syrien och därmed Alalakh som blev del av det hettitiska imperiet. Efter ett misslyckat uppror av Alalakh, Nuhassa och Niye gavs Alalakh med sitt landområde som gåva till staden Ugarit vars vasallkung varnat Hettiterna om upproret och på slutet av 1300-talet f.Kr. hade Alalakh till stor del övergivits. Alalakhs slut kom på 1100-talet f.Kr. då staden helt förstördes, sannolikt av sjöfolken, ett öde som kom att drabba många andra städer i Levantin och Anatolien. Alalakh bosattes aldrig igen efter detta och Al-Mina tog över dess roll som hamnstad i området. 

## Galleri

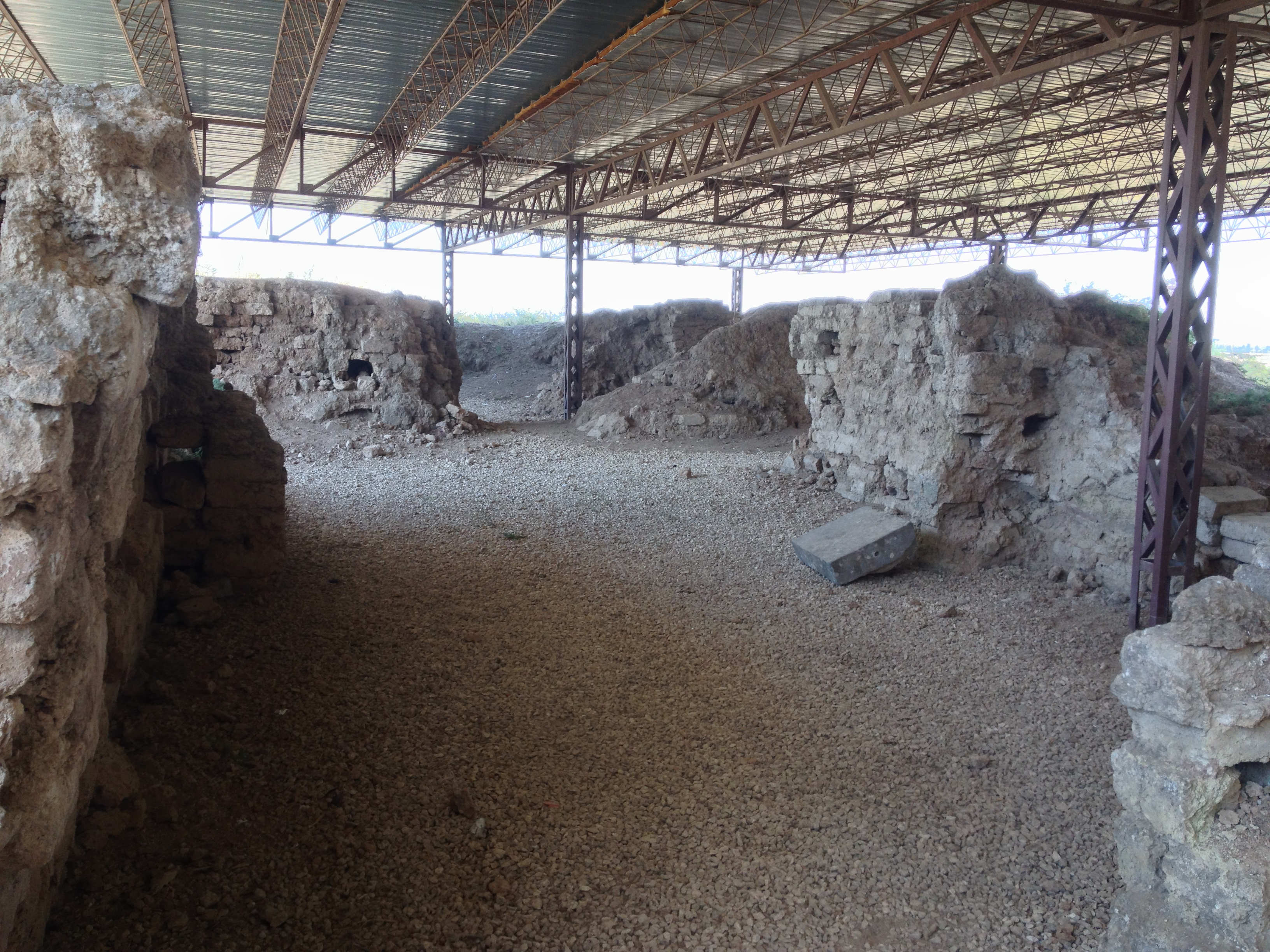
Arkeologisk utgrävning av Alalakh (Tell Atchana).
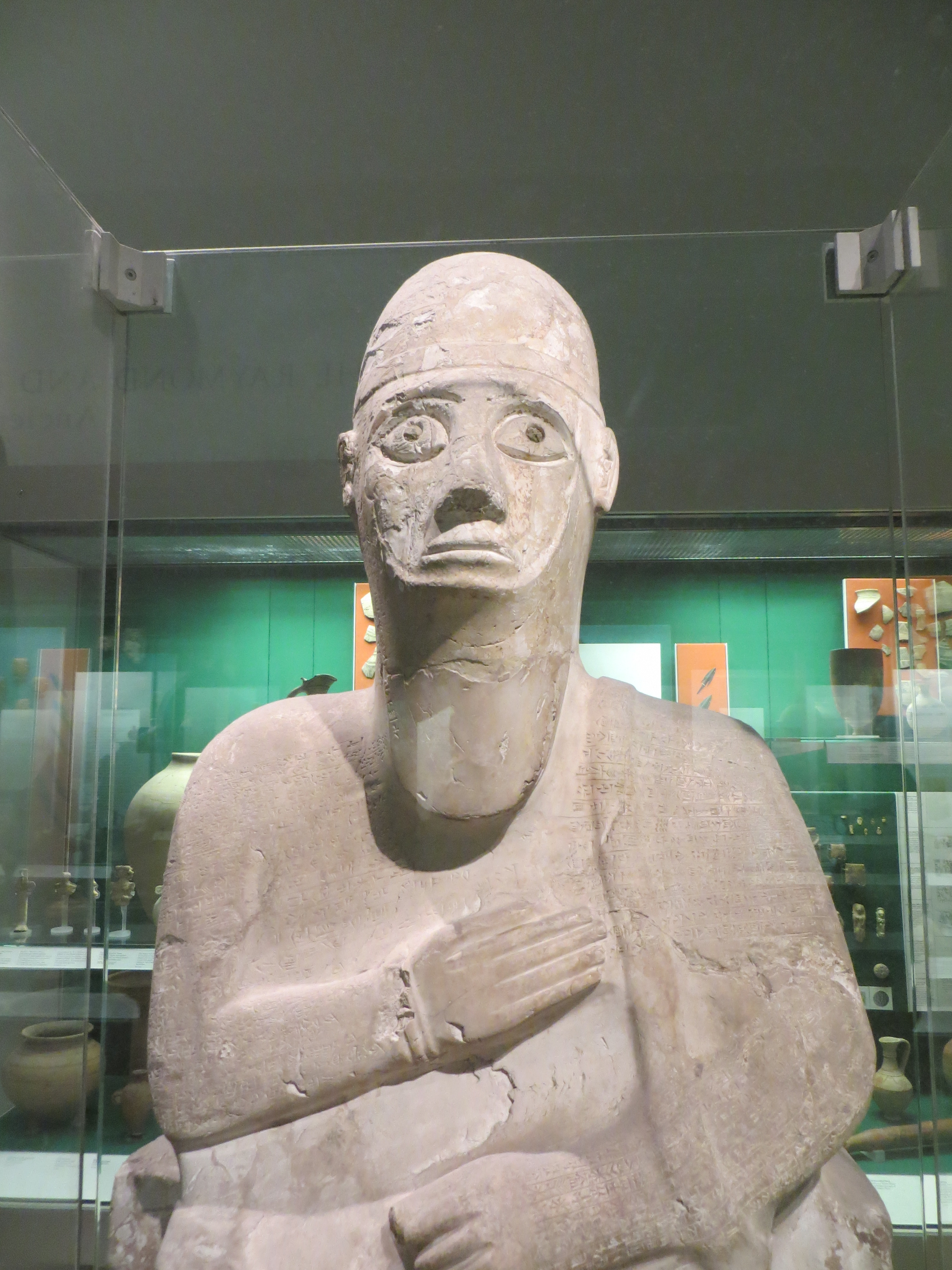
Staty av Idrimi. Finns på Brittiska museet i London.
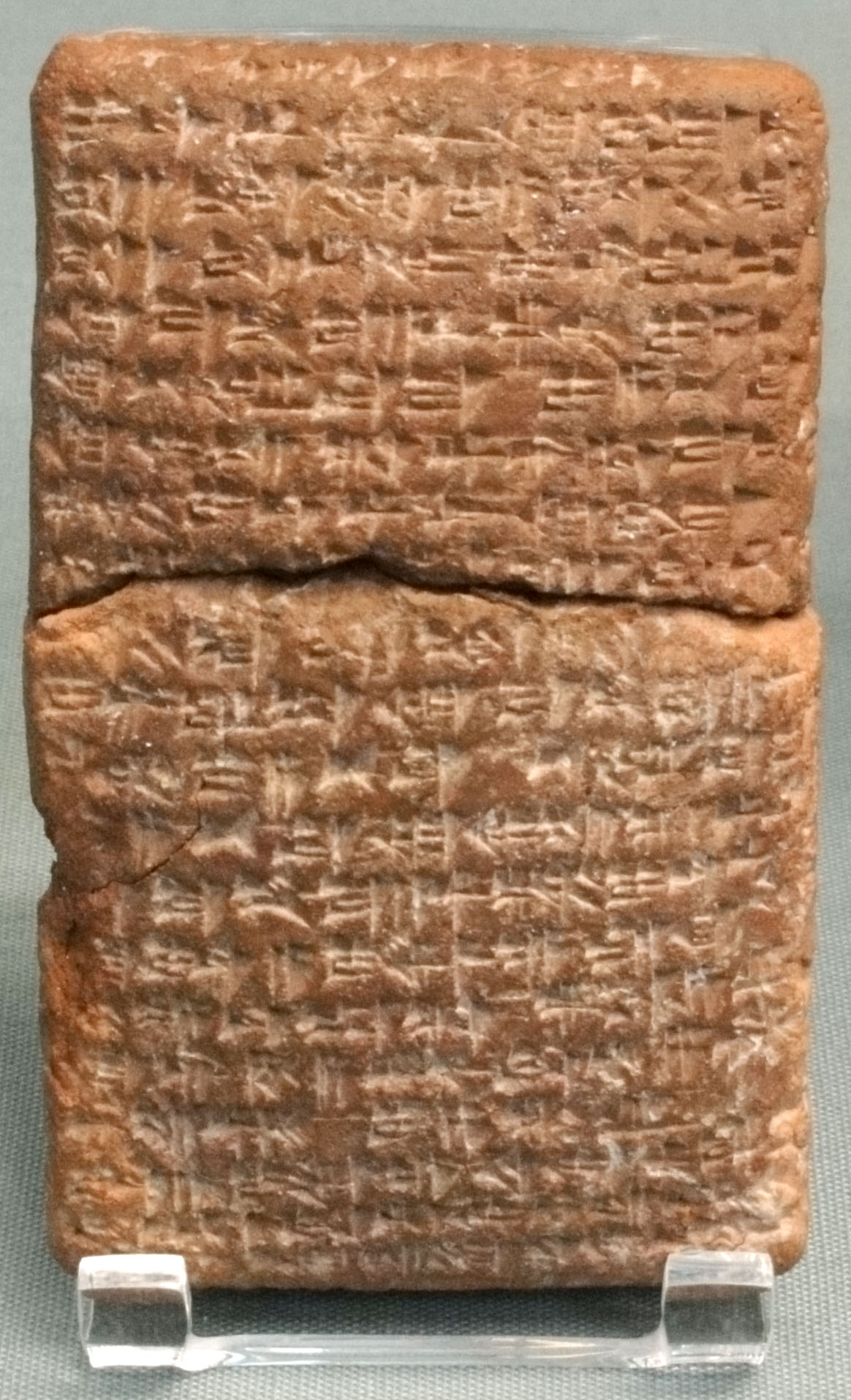
Kuniformskrift på lertavla gällande ett avtal om flydda slavar mellan kung Idrimi av Alalakh och kung Pillia av Kizzuwatna (Kilikien). Finns på Brittiska museet i London.